# Kanadischer Luchs

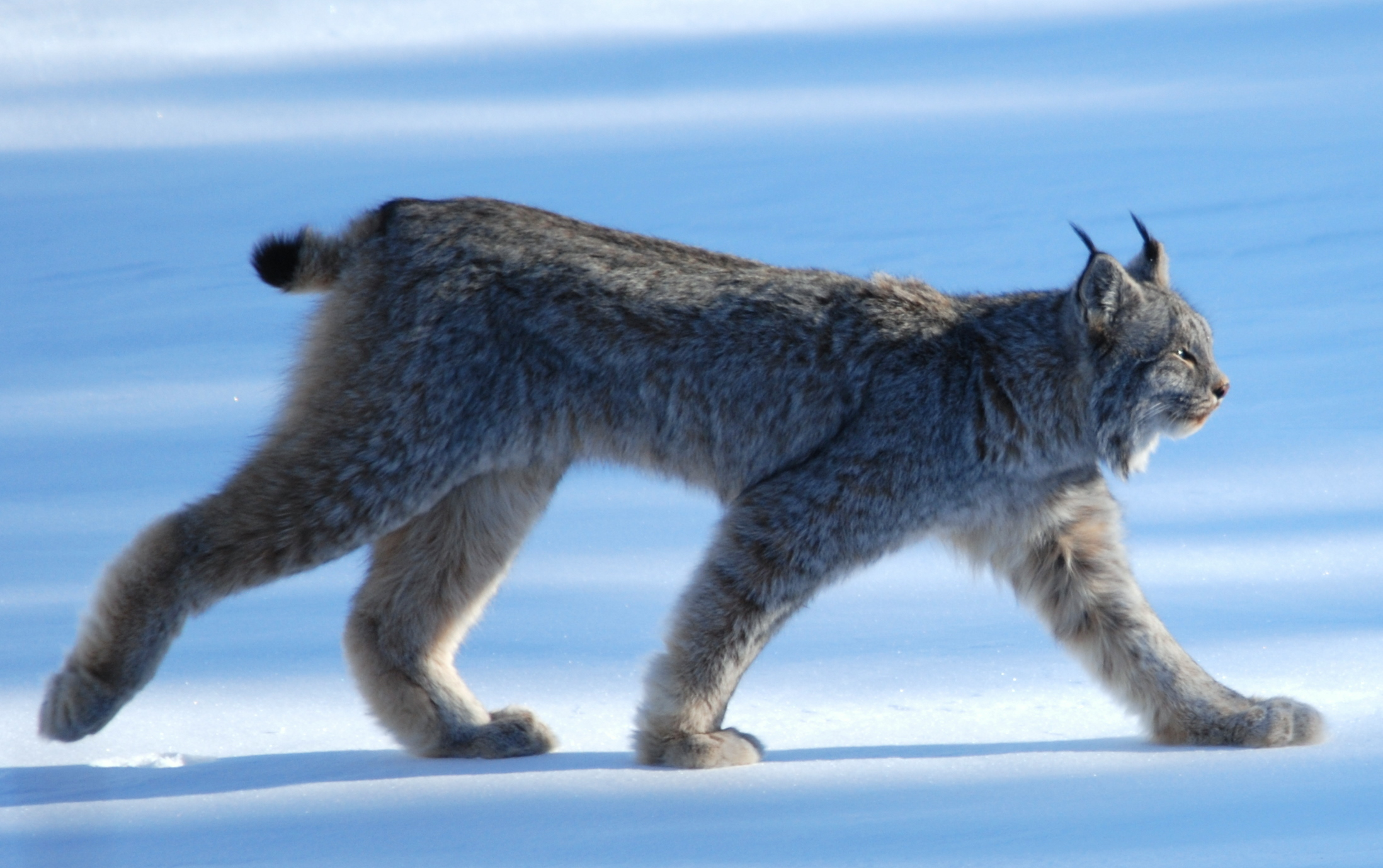
Kanadischer Luchs nahe Whitehorse, Yukon

Der Kanadische Luchs (Lynx canadensis), kurz Kanadaluchs bzw. Kanada-Luchs genannt, ist eine Art der Luchse (Lynx), die zur Familie der Katzen (Felidae) gerechnet werden. Der Kanadische Luchs ist deutlich kleiner als der Eurasische Luchs (Lynx lynx). 
Er ernährt sich überwiegend von Schneeschuhhasen (Lepus americanus), dessen Bestandszahlen einem etwa zehnjährlichen Zyklus unterliegen, denen die Bestandszahlen der Kanadischen Luchse mit einem Abstand von einem bis zwei Jahren folgen. Die IUCN stuft den Kanadischen Luchs als nicht gefährdet (least concern) ein.

## Merkmale
Die Kopf-Rumpf-Länge des Kanadischen Luchs beträgt etwa 75 bis 105 Zentimeter bei einem Gewicht zwischen 5 und 17,5 Kilogramm. Die Tiere sind muskulös und langbeinig, die Schulterhöhe liegt bei 48 bis 56 Zentimeter. Auf den Schwanz entfallen 10 bis 15 Zentimeter. Innerhalb des großen Verbreitungsgebietes gibt es nur geringe Größenunterschiede zwischen den einzelnen Populationen, allerdings sind die Weibchen grundsätzlich ein wenig kleiner und leichter als die Männchen. So beträgt das durchschnittliche Gewicht ausgewachsener Männchen in Neufundland 10,7 Kilogramm, das der Weibchen durchschnittlich 8,6 Kilogramm. Insgesamt ist der Kanadische Luchs kleiner als der Eurasische Luchs, auch ist sein Schwanz kürzer als der des eurasischen. Dagegen unterscheidet er sich von der Größe her von dem ebenfalls in Nordamerika beheimateten Rotluchs kaum.
Die Beine des Kanadischen Luchses sind relativ lang, die Hinterbeine sind dabei etwas länger als die Vorderbeine. Unter den Pfoten besitzt er besonders dicke Haarpolster aus langen und dichten Haaren. Kanadische Luchse können außerdem ihre Pfoten besonders weit spreizen und sind deshalb, verglichen mit dem Rotluchs, besser in der Lage, eine Schneedecke zu überqueren, ohne einzubrechen.
Das Rückenfell ist dicht und lang und hat eine sandfarben-gräuliche Färbung ohne auffällige Zeichnung, auf der helleren Körperunterseite ist es undeutlich schwarz gefleckt. Das Winterfell der Tiere in Neufundland ist dichter und durch graue Haarspitzen silbergrau, in anderen Regionen kann es mehr grau-braun mit blassgrauer Einwaschung. Die einzelnen Individuen unterscheiden sich in ihrer Fellfärbung kaum, lediglich auf Neufundland gibt es Individuen, die ein etwas bräunlicheres Sommerfell haben. Die Ohren sind plüschig und tragen an den Spitzen schwarze Pinsel. Anders als beim Rotluchs ist die Schwanzspitze des Kanadischen Luchses vollständig schwarz, beim Rotluchs ist dies nur auf der Schwanzoberseite der Fall. Die Ohren haben eine luchstypische Form und sind an der Basis der Rückseite schwarz, die langen Ohrpinsel werden von einzelnen schwarzen Haaren gebildet. Die Wangen besitzen einen Kamm aus rauen, langen Haaren.
Anders als bei vielen anderen Katzenarten waren lange Zeit keine melanistischen Kanadischen Luchse bekannt, allerdings sind so genannte „blaue Luchse“ bekannt. Im Sommer 2020 wurde in der Nähe von Whitehorse eine Videoaufnahme von einem deutlich dunkleren Kanadischen Luchs gemacht, welcher 2022 als vom Melanismus betroffenes Tier identifiziert wurde.

## Verbreitung und Lebensraum

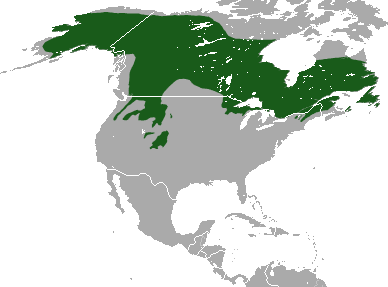
Verbreitungsgebiet

Der Kanadische Luchs lebt in zwei Unterarten Kanada, in Alaska, Nord-Oregon, Nord-Idaho und im Gebiet der Rocky Mountains (Wyoming, Nord-Colorado). Er fehlt in Alaska lediglich im Yukon-Kuskokwim-Delta und im Süden der Alaska-Halbinsel sowie der nördlichen Küste des nordamerikanischen Festlands.
Ursprünglich erstreckte sich das Verbreitungsgebiet von der Baumgrenze zur Arktis über die borealen Wälder Alaskas und Kanadas bis in den Norden der Vereinigten Staaten. Dabei entsprach das Verbreitungsgebiet weitgehend dem des Schneeschuhhasen, des wichtigsten Beutetiers des Kanadischen Luchses. Sie sind mittlerweile in New Brunswick, den südlicheren Regionen von Nova Scotia und auf Prince Edward Island ausgerottet. Die südliche Verbreitungsgrenze verläuft offenbar in Reaktion auf Habitatveränderungen etwas weiter nördlich, daher kommen Kanadische Luchse im Süden nur noch in den US-amerikanischen Bundesstaaten Washington, Idaho und Montana vor. Bis in die 1960er Jahre gab es auf US-amerikanischem Boden auch noch eine kleine isolierte Population in New Hampshire. Es gibt allerdings Versuche, den Kanadischen Luchs wieder im Bundesstaat New York anzusiedeln. Grundsätzlich ist der Kanadische Luchs auf US-amerikanischem Boden aber verhältnismäßig selten.
Kanadische Luchse sind anpassungsfähig und besiedeln eine Reihe unterschiedlicher Lebensräume innerhalb der borealen Waldzone. Wesentlich ist lediglich eine hohe Bestandsdichte an Schneeschuhhasen. Nach einem Zusammenbruch der Schneeschuhhasenpopulation in einer Region verlassen Kanadische Luchse gelegentlich sogar ihr angestammtes Revier und wandern weit umher. In den Regionen, wo sich das Verbreitungsgebiet des Kanadischen Luchses mit dem des Rotluches und Kojoten überlappt, kommt der Kanadische Luchs grundsätzlich in den höheren Lagen vor. Die Reviergröße kann erheblich variieren, die meisten Reviere sind aber lediglich zwischen 15 und 50 Quadratkilometer groß. Männchen haben gewöhnlich deutlich größere Reviere als Weibchen. Tendenziell sind Reviere im Süden des Verbreitungsgebietes größer, was darauf hinweist, dass es sich nicht um optimale Lebensräume handelt.

## Nahrung und Nahrungserwerb

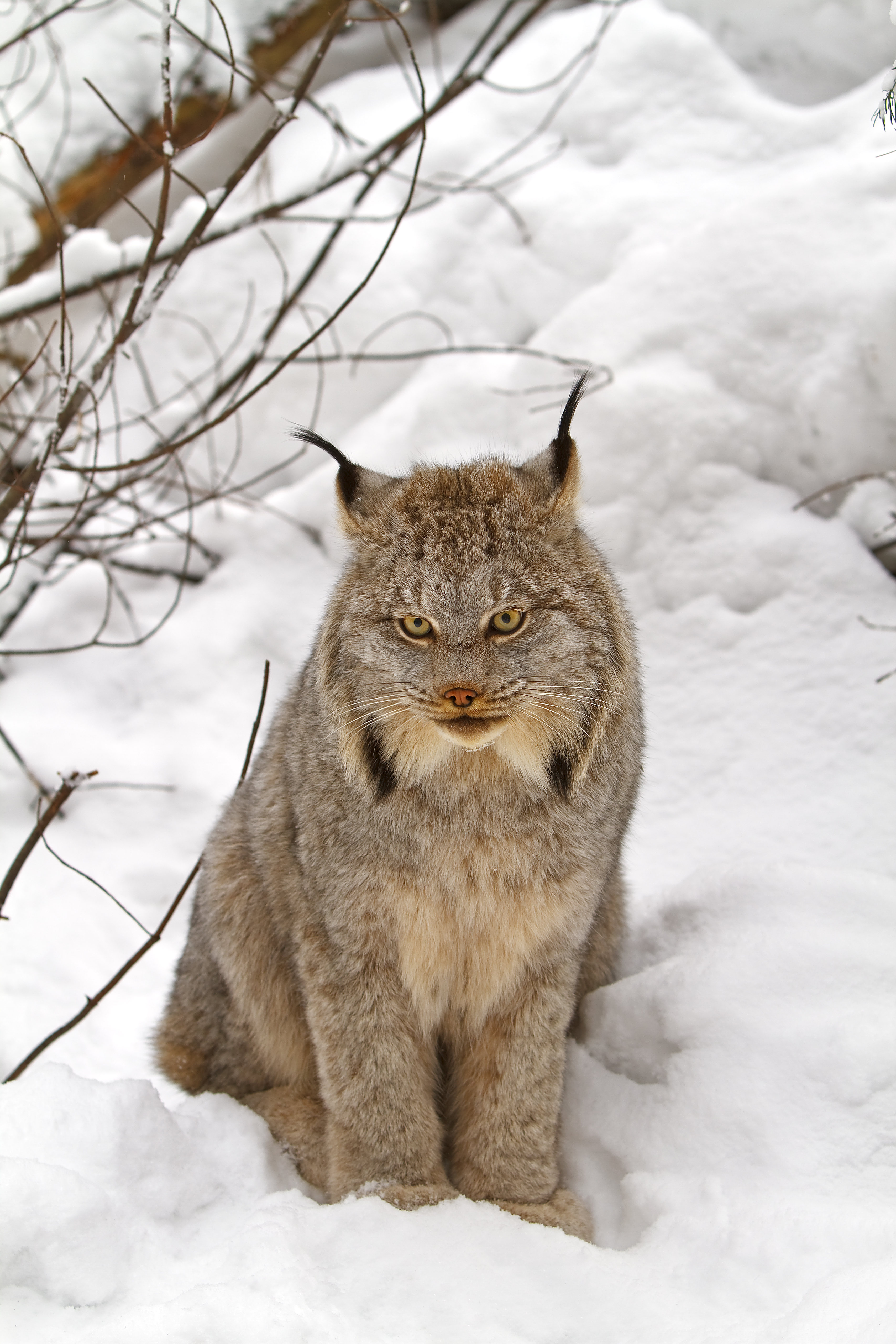
Kanadischer Luchs im Schnee

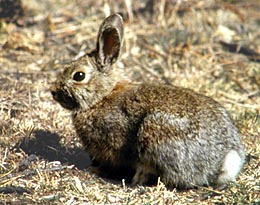
Schneeschuhhase im Sommerfell

### Jagdverhalten
Luchse sind grundsätzlich Einzelgänger, die nur bei Nacht auf Jagd gehen. Ihre guten Augen und ihr guter Geruchssinn helfen ihnen, ihre Beute aufzuspüren und zu verfolgen. Luchse sind zwar keine besonders schnellen Läufer, dafür aber umso ausdauernder. Manchmal verfolgen sie ihre Beute sogar kilometerweit. Außerdem sind sie gute Schwimmer und Kletterer.
Jagende Kanadische Luchse legen zwischen 0,775 und 1,46 Kilometer pro Stunde zurück. Die typische Streckenlänge beträgt pro Tag etwa acht bis neun Kilometer. Sie wenden eine Reihe sehr unterschiedlicher Jagdmethoden an. Auf Neufundland ist der Kanadische Luchs überwiegend ein Überraschungs- oder Lauerjäger. Bei 60 Prozent der getöteten Beutetiere hatte er der Beute zuvor aufgelauert. Im Yukon ist sowohl diese Lauerjagd als auch ein aktives Suchen nach Beute gleichermaßen zu beobachten. Im Süden des Yukons, wo die Vegetation verhältnismäßig dicht ist, ist die Lauerjagd dagegen weniger erfolgreich. Die Zahl der erfolgreichen Jagdversuche variiert mit der Bestandsdichte an Beutetieren. Bei einer hohen Zahl an Schneeschuhhasen war im Yukon jeder zweite Jagdversuch erfolgreich, bei geringer Schneeschuhhasendichte dagegen nur zwei von zehn Versuchen.
Für den Luchs wird auch eine gemeinschaftliche Jagd von mehreren Individuen beschrieben, dabei handelt es sich vermutlich um Familiengruppen. Bei dieser Form von Jagd laufen zwei bis vier Luchse parallel zueinander über eine Lichtung oder eine Stelle mit geringer Vegetation. Es liegt auch eine Beobachtung aus dem Glacier-Nationalpark vor, bei der ein adulter Luchs Beutetiere auf zwei wartende Luchse zutrieb. Bei den wartenden Tieren handelte es sich um ein adultes und ein Jungtier. Täglich frisst ein adulter Luchs zwischen 600 und 1.200 Gramm Nahrung. Nicht gefressene Teile ihrer Beute verstecken sie gelegentlich.

### Beutespektrum
Als Nahrung dienen dem Kanadischen Luchs beispielsweise Hasen, Kaninchen, Grau-, Rot- und Gleithörnchen, Mäuse, Wühlmäuse sowie Fische und Vögel. Das Hauptbeutetier ist jedoch der Schneeschuhhase, der im Winter durchschnittlich 60 und im Sommer 40 % der Beute ausmacht. Dieser Anteil variiert abhängig von Verbreitungsgebiet und Jahreszeit und kann bis zu 97 Prozent betragen. Schneeschuhhasen spielen entsprechend insbesondere im Winter eine große Rolle, während des Sommerhalbjahres ist das Beutespektrum des Kanadischen Luchses tendenziell etwas größer und umfasst dann auch Mäuse und kleinere Vögel. In der Regel machen Schneeschuhhasen jedoch auch in dieser Jahreszeit mindestens die Hälfte der Nahrung aus. Huftiere spielen in der Regel keine wesentliche Rolle, auch wenn sie gelegentlich Kälber von Maultierhirsche, Karibus und Dall-Schafen erbeuten und einige Hinweise darauf deuten, dass Kanadische Luchse auch ausgewachsene Tiere getötet haben. Allerdings spielen Karibujungtiere und -kälber eine zentrale Rolle für die Ernährung der Luchse auf der Insel Neufundland. Aas spielt in der Ernährung von Luchsen gleichfalls nur eine untergeordnete Rolle, gelegentlich fressen die Luchse allerdings an frischtoten Kadaver.
Die Abhängigkeit der Kanadischen Luchse führt wie bei den Schneeschuhhasen zu einem etwa zehnjährlichen Zyklus der Bestandszahlen. Die Bestandszahlen der Schneeschuhhasen sind abhängig von der Nahrungsverfügbarkeit und bei einem hohen Nahrungsangebot steigen die Bestände aufgrund der kurzen Reproduktionsdauer und der hohen Wurfzahlen der Tiere sehr schnell an. Auf dem Höhepunkt des Zyklus beträgt die Schneeschuhhasendichte in der Regel 100 bis 400 Hasen pro Quadratkilometer und kann sogar 1700 Tiere pro Quadratkilometer erreichen. Dies führt verzögert zu einem Wachstum der Bestände der Luchse, die auf einen bis fünf Tiere pro 10 Quadratkilometer ansteigen. Wenn die Hasenpopulation aufgrund der entstehenden Konkurrenz zusammenbricht, sinkt ihre Bestandsdichte auf drei bis 30 Hasen pro Quadratkilometer und erholt sich nur langsam wieder. Der Bestand an Luchsen folgt dem Schneehasenzyklus mit einer Verzögerung von einem bis zwei Jahren, da die Weibchen bei geringen Beutezahlen weniger Jungtiere bekommen.

## Fortpflanzung
Über das Fortpflanzungsverhalten des Kanadischen Luchses ist verhältnismäßig wenig bekannt. Die Paarungszeit des Kanadischen Luchses beginnt Anfang März und dauert bis Anfang/Mitte April. Der Östrus dauert bei in Gefangenschaft gehaltenen Luchsen lediglich drei bis fünf Tage. Es kommen nach einer Tragezeit von 63 Tagen durchschnittlich zwei bis vier Junge auf die Welt. In seltenen Fällen werden sogar bis zu acht Junge geboren. Anders als die meisten anderen Katzen zeigen Kanadische Luchse eine Anpassung an ihre Lebensbedingungen. Ist die Zahl der Beutetiere gering, geht die Zahl trächtiger Weibchen und die Wurfgröße deutlich zurück. Im Yukon-Delta warfen in einem Jahr mit einer hohen Schneeschuhhasendichte von 7,4 Tieren je Hektar die Weibchen durchschnittlich 5,3 Jungtiere, und auch einjährige Weibchen trugen Junge aus. Bei einer Schneeschuhhasendichte von lediglich 1,3 Tieren je Hektar blieb Nachwuchs dagegen vollständig aus.

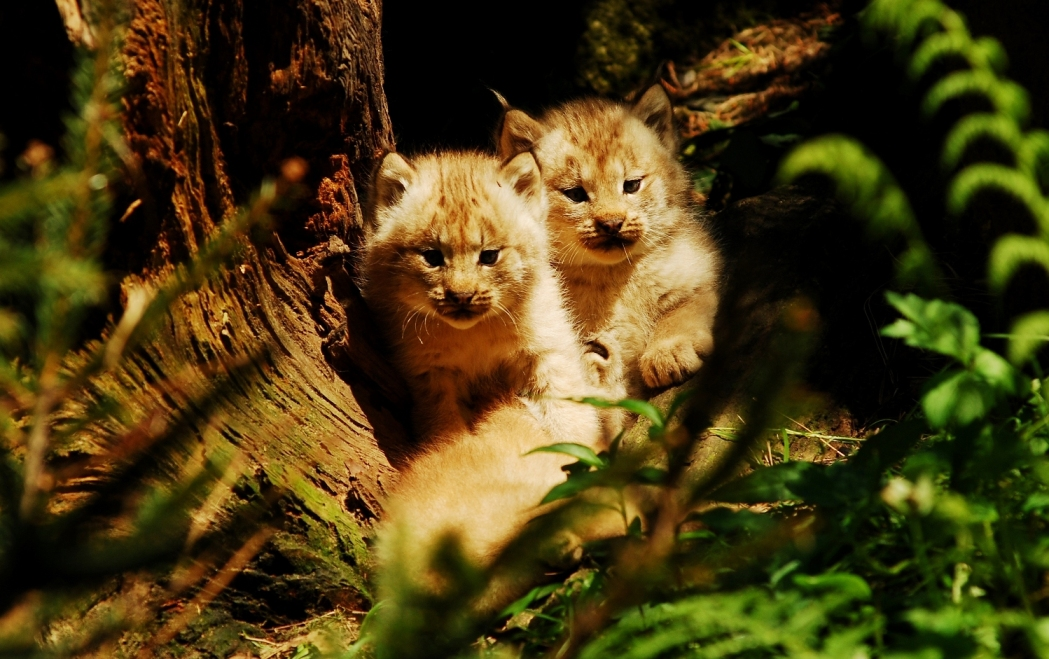
Jungtiere des Kanadischen Luchses

Bislang ist wenig darüber bekannt, welche Stellen Weibchen für den Wurf ihrer Jungen präferiert aufsuchen. Bei den wenigen Verstecken, die in Alaska bekannt geworden sind, fanden sich diese unter Wurzeltellern oder im dichten Gewirr umgestürzter Fichten. Allen Verstecken war zu eigen, dass sie eine gute Sicht auf die Umgebung boten. Die Jungtiere sind bei der Geburt 175 bis 235 Gramm schwer. Sie sind blind, aber schon gut behaart. Die Augen öffnen sich nach dem 14. Lebenstag, sie werden bis in das Alter von drei Monaten gesäugt. Das Wachstum der Jungen ist abhängig von der Verfügbarkeit von Nahrung. Bei ausreichender Nahrung haben sie in der Mitte ihres ersten Winters ein Gewicht von 4,5 Kilogramm. In Jahren mit einer geringen Anzahl von Beutetieren ist dagegen die Sterblichkeit der Jungtiere sehr hoch und liegt bei 60 bis 95 Prozent.
Die Jungtiere beginnen dem Muttertier ab einem Alter von etwa fünf Wochen zu folgen. Sie nehmen etwa in einem Alter von sieben Monaten erstmals aktiv an der Jagd teil. Sie halten sich bei ihrem Muttertier bis in einem Alter von etwa 10 Monaten. Völlig ausgewachsen sind junge Luchse allerdings erst im Alter von zwei Jahren. Junge Weibchen sind bei hoher Nahrungsverfügbarkeit jedoch bereits mit 10 Monaten empfängnisbereit. Bei einem geringen Nahrungsangebot werfen sie allerdings Junge erstmals mit knapp zwei Jahren. Männchen dagegen erreichen ihre Geschlechtsreife erst in ihrem zweiten oder dritten Lebensjahr.
Junge Luchse etablieren ihre eigenen Reviere zum Teil sehr weit vom eigenen Geburtsort. In wenigen Fällen liegt ihr eigenes Revier mehr als 1000 Kilometer vom Geburtsort entfernt. Die Lebensdauer von Luchsen ist ebenfalls abhängig vom Nahrungsangebot. Ein beobachtetes Weibchen erreichte in freier Wildbahn ein Alter von 14 Jahren und elf Monaten.

## Kanadischer Luchs und Mensch

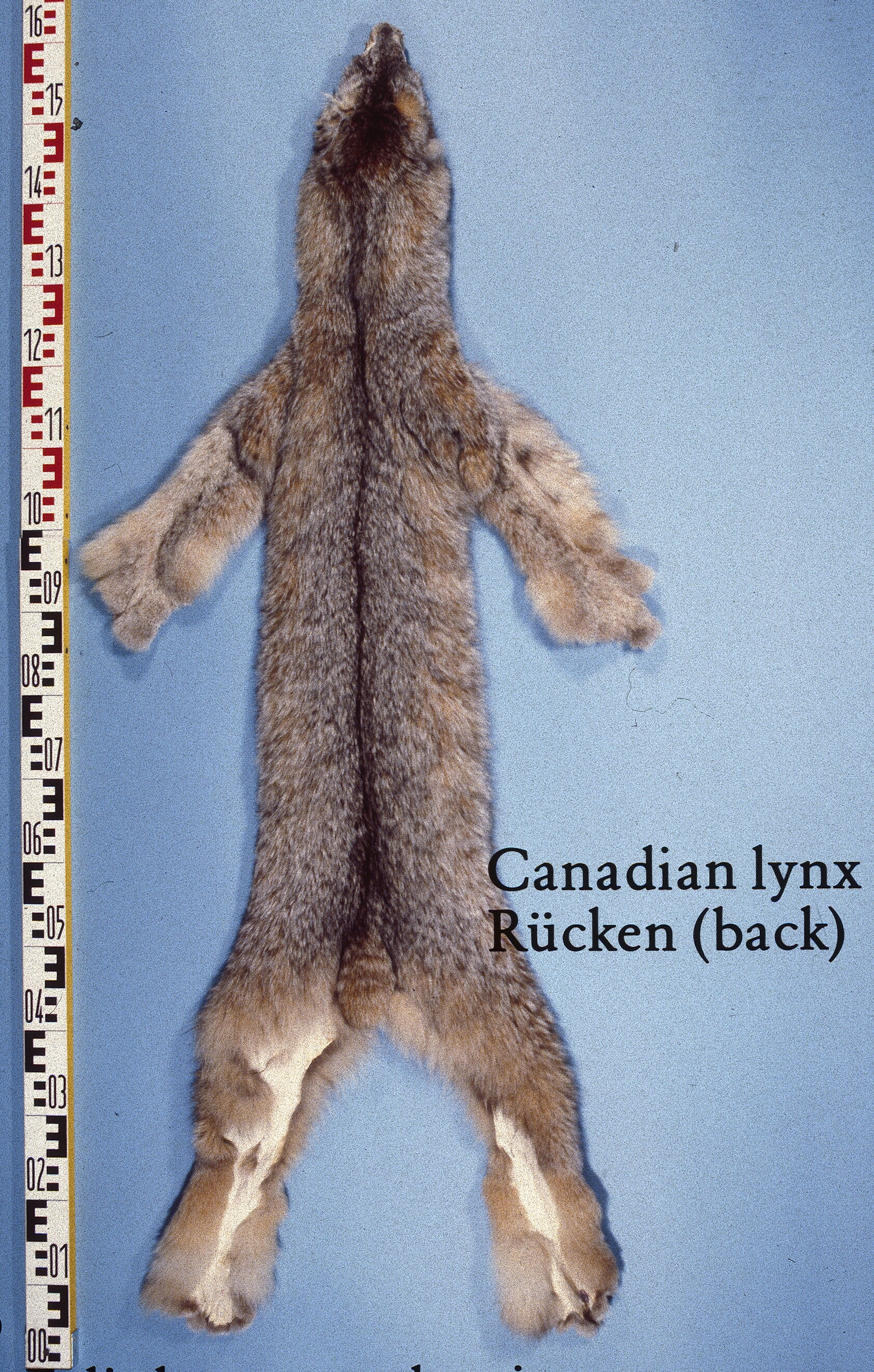
Fell des Kanadischen Luchses

Wegen ihres Fells und dessen Bedeutung in der Bekleidungsindustrie wurden und werden Kanadische Luchse zum Teil sehr intensiv gejagt. Die kommerzielle Bejagung aufgrund ihrer Pelze begann im 17. Jahrhundert mit der organisierten Jagd und verstärkte sich im 19. Jahrhundert, als zusätzlich vor allem gefleckte und gestreifte Katzenfelle aus den tropischen Regionen populär wurden. Die Jagd auf den Kanadischen Luchs und den Rotluchs in Nordamerika zwar noch erlaubt, jedoch streng reguliert durch die Vergabe von Lizenzen, Schonzeiten und Quoten. Auf dem Gebiet der Vereinigten Staaten ist der Kanadische Luchs seit dem Jahr 2000 geschützt. In Kanada wird er jedoch weiterhin im größten Teil seines Verbreitungsgebietes wegen seines Felles gejagt und es gibt Regionen, in denen sich die Populationen nicht stabilisieren konnten und in denen auch heute noch mehr Tiere getötet werden als dies ökologisch vertretbar ist.
Auf die starke Abhängigkeit des Kanadischen Luchses vom Bestand an Schneeschuhhasen wurde man erstmals durch die Fangraten der Hudson’s Bay Company aufmerksam. Sie ist seit den 1950er Jahren durch zahlreiche Studien bestätigt und weiter belegt worden. Untersuchungen zu den Auswirkungen auf die jeweilige Population sind widersprüchlich. In einigen Regionen nahm die Zahl an Luchsen in einem Zeitraum mit einer hohen Beutetierdichte sogar zu, obwohl vierzig Prozent der Population gejagt wurde. In einem anderen Gebiet kam es trotz hoher Beutedichte zu einem Zusammenbruch der lokalen Population, nachdem hier Luchse über einen Zeitraum von zehn Jahren sehr intensiv bejagt wurden.

## Belege
1. 1 2 3 4 5 6  „Descriptive notes“. In: M.E. Sunquist, F.C. Sunquist: „Canadian Lynx Lynx canadiensis“. In: Don E. Wilson, Russell A. Mittermeier (Hrsg.): Handbook of the Mammals of the World. Volume 1: Carnivores. Lynx Edicions, Barcelona 2009, ISBN 978-84-96553-49-1, S. 150.
2. 1 2 3 4  Sunquist, S. 155.
3. ↑  Thomas S. Jung: Paint it black: first record of melanism in Canada lynx (Lynx canadensis). Mammalia, 2022, doi:10.1515/mammalia-2022-0025
4. 1 2  Sale, S. 399.
5. ↑  „Habitat“. In: M.E. Sunquist, F.C. Sunquist: „Canadian Lynx Lynx canadiensis“. In: Don E. Wilson, Russell A. Mittermeier (Hrsg.): Handbook of the Mammals of the World. Volume 1: Carnivores. Lynx Edicions, Barcelona 2009, ISBN 978-84-96553-49-1, S. 150.
6. 1 2  Sunquist, S. 158.
7. 1 2 3 4 5 6 7  Sunquist, S. 156.
8. 1 2  Sunquist, S. 157.
9. 1 2 3 4 5 6 7  „Food and Feeding“. In: M.E. Sunquist, F.C. Sunquist: Family Felidae (Cats) In: Don E. Wilson, Russell A. Mittermeier (Hrsg.): Handbook of the Mammals of the World. Volume 1: Carnivores. Lynx Edicions, Barcelona 2009, ISBN 978-84-96553-49-1, S. 83–91; hier S. 87.
10. 1 2 3 4 5  Sunquist, S. 159.
11. 1 2  Sunquist, S. 160.
12. 1 2  „Relationship with Humans“. In: M.E. Sunquist, F.C. Sunquist: Family Felidae (Cats) In: Don E. Wilson, Russell A. Mittermeier (Hrsg.): Handbook of the Mammals of the World. Volume 1: Carnivores. Lynx Edicions, Barcelona 2009, ISBN 978-84-96553-49-1, S. 103–115.